# Xiliapa, San Luis Potosí
Xiliapa är en ort i Mexiko.   Den ligger i kommunen Tamazunchale och delstaten San Luis Potosí, i den sydöstra delen av landet, 210 km norr om huvudstaden Mexico City. Xiliapa ligger 740 meter över havet och antalet invånare är 242.
Terrängen runt Xiliapa är huvudsakligen kuperad, men den allra närmaste omgivningen är bergig. Xiliapa ligger uppe på en höjd. Runt Xiliapa är det ganska tätbefolkat, med 67 invånare per kvadratkilometer. Närmaste större samhälle är Tamazunchale, 5,2 km öster om Xiliapa. I omgivningarna runt Xiliapa växer huvudsakligen savannskog.